# Veratrum insolitum
Veratrum insolitum är en nysrotsväxtart som beskrevs av Jeps.. Veratrum insolitum ingår i släktet nysrötter, och familjen nysrotsväxter. Inga underarter finns listade.